# Manuel Dias Loureiro
Manuel Joaquim Dias Loureiro (Aguiar da Beira, Aguiar da Beira, 18 de dezembro de 1951) é um advogado e político português.

## Biografia
De uma família de comerciantes, a sua infância foi passada entre Aguiar da Beira, Fornos de Algodres (onde chegou a frequentar o Seminário), Mangualde e Tondela. Depois, foi para Coimbra, tirar o curso de Direito.
Licenciou-se na Faculdade de Direito da Universidade de Coimbra, em 1976, e foi admitido na Ordem dos Advogados, em 1978.
Dias Loureiro militou na Juventude Universitária Católica e no período imediatamente subsequente ao 25 de abril de 1974 aderiu ao Partido Social Democrata, pela mão do advogado Alexandre Gouveia, fundador do partido em Coimbra.
O primeiro cargo político que desempenhou foi o de governador civil do Distrito de Coimbra, que desempenhou entre 1981 e 1983, sendo Primeiro-Ministro Francisco Pinto Balsemão (Aliança Democrática).
Apoiante de Aníbal Cavaco Silva no célebre congresso de 1984, na Figueira da Foz — onde Cavaco ganhou a liderança do partido contra João Salgueiro —, Dias Loureiro foi eleito secretário-geral da Comissão Política Nacional do PSD, em 1984.
Nas eleições legislativas de 1985 estreou-se como deputado à Assembleia da República. Voltaria a ser eleito nas legislativas de 1987, 2002 e 2005.
Nos dois últimos governos de Cavaco Silva, ocupou os cargos de Ministro dos Assuntos Parlamentares (1987-1991) e de Ministro da Administração Interna (1991-1995). Ficou ligado ao bloqueio da Ponte 25 de Abril, em 1994, ao chamar as forças de intervenção que, à força, fizeram desmobilizar os manifestantes.
Quando saiu do governo Dias Loureiro retomou a sua carreira profissional, sendo chamado a exercer funções na Plêiade, empresa de José Roquette, depois vendida à Sociedade Lusa de Negócios. Na sequência desse negócio tomou posse como administrador da SLN, de José Oliveira e Costa, proprietária do Banco Português de Negócios.
Em 2006 foi nomeado membro do Conselho de Estado, pedindo a Cavaco Silva para sair deste órgão em maio de 2009, na sequência do seu alegado envolvimento em negócios ilegais da SLN em Porto Rico e Marrocos.

## Controvérsias
Entrou na política a ganhar 40.000$00 e só lucrou quando saiu. Ficou rico com a valorização do grupo de José Roquette e declarou rendimentos superiores a Belmiro de Azevedo.
A vitória eleitoral de António Guterres em 1995 e a consequente queda dos anjos do cavaquismo deixou Dias Loureiro nesta situação descrita pelo próprio: "Quando saí da política não tinha dinheiro nenhum à vista. Tive a preocupação de o esconder cuidadosamente". Seis anos mais tarde declarou em sede do IRS renumerações mais elevadas do que Belmiro de Azevedo, ou seja, quase 200 mil contos gerados pelos negócios e pela sua actividade como advogado.
Marco António Costa, vice-presidente da autarquia de Vila Nova de Gaia e dirigente distrital do PSD, já alertou que "estão a tentar enterrar a memória do cavaquismo usando processos completamente laterais à vida política" e citou tentativas de "manchar" Cavaco Silva e "lançar um anátema" sobre os tempos da sua governação. Dias Loureiro confessou ao "Diário de Notícias" o preço que está a pagar por essa filiação política": "É muito difícil passar por isto, mas que vou fazer? Continuo a minha vida. E durmo sem comprimidos. Houve coisas piores".
Quando saiu do governo, José Roquette convidou Dias Loureiro para integrar a Plêiade. O grupo estava na altura modestamente avaliado em cerca de 1 milhão e 700 mil contos. Dias Loureiro aceitou o repto. Ficou com uma "stock option" até 15 % da "holding" do grupo e mais 7 % na repartição dos lucros. As acções foram baratas e estavam muito longe da valorização conseguida nos anos seguintes com a liderança de Dias Loureiro. É nesta altura que começa a ganhar dinheiro através das amizades que estabelecera nos tempos de ministro. "Os contactos na política ajudaram, mas não tem nada de mal", reconheceu diante da jactância das primeiras contradições no seu processo de ligação ao BPN. O dinheiro chega-lhe dos investimentos na Bolsa de Valores e dos bem sucedidos negócios de Marrocos. Marrocos é todo ele um imenso oásis. Desloca-se por várias vezes ao país norte-africano em jactos particulares, onde continua a ser tratado como "monsieur, le ministre", e priva com o influente ministro do Interior marroquino - de quem ficara amigo e que goza de boa influência junto do rei Hassan II. Dias Loureiro consegue garantir uma concessão no fornecimento de água e electricidade a Rabat e prepara-se para o seu primeiro milhão. A Águas de Portugal recusa a parceria, a EDP aceita e Dias Loureiro envolve a empresa espanhola Dragados. "Os marroquinos confiam em mim e sabem que não é apenas o empresário que está ali, mas um homem com uma certa visão do mundo", explicou na altura. O negócio da Redal - empresa que assume a liderança - exige um forte investimento, mas irá revelar-se muito lucrativo na hora da venda já na órbita do grupo SLN/BPN.
Em 2000, José Roquette confessa a Dias Loureiro estar "cansado" e disponibiliza-se para vender o grupo. O negócio é apresentado a José Oliveira e Costa. O antigo secretário de Estado do PSD propõe-se comprar tudo por 11 milhões de contos. Dias Loureiro recebe 1 milhão e 650 mil contos. Está ganho o primeiro milhão. Investe idêntica quantia em acções da Sociedade Lusa de Negócios (SLN) e torna-se administrador executivo do grupo detentor do BPN e de várias empresas herdadas da Plêiade. O lustroso negócio de Marrocos acaba por sair do grupo SLN/BPN por pressão de alguns accionistas preocupados com a instabilidade política provocada pela sucessão de Hassan II. Dias Loureiro usufrui generosamente dos lucros da venda a um grupo francês. "As pessoas vêem que ganhei dinheiro, mas não vêem que trabalhei sempre muito. E fiz negócios bem sucedidos", acrescentou ao Diário de Notícias.
De acordo com a edição de 8 de junho de 2009, o ex-administrador da Sociedade Lusa de Negócios, dona do BPN antes do banco ser nacionalizado, escapou à penhora, depois de os investigadores terem analisado detalhadamente o seu património. As conclusões desta análise mostraram que os imóveis estão registados em nome de familiares ou pertencem a empresas sediadas em paraísos fiscais. Além disso, as contas bancárias que o antigo braço direito de Oliveira Costa no BPN tem em seu nome possuam saldos médios que não ultrapassam os cinco mil euros.
A DL-Gestão e Consultadoria, a holding pessoal de Dias Loureiro (de que é administrador único e não tem registo de funcionários), declarou vendas, em 2013, de €124 mil, 97% das quais realizadas no exterior. O prejuízo, porém, ascendeu a €253 mil, superando duas vezes o valor das vendas. E o passivo atingiu €2,2 milhões. A DL é acionista minoritária, com 27%, da Cartrack Capital, SGPS, e da Cartrack Europe, SGPS, ambas com sede no Estoril (Cascais) e vocacionadas para o rastreio e recuperação de carros roubados. A primeira, criada em 2009, não teve atividade comercial em 2013, ano em que declarou prejuízos de €317 mil.
Em março de 2014, Dias Loureiro tornou-se administrador da Lagoon, SGPS, SA, presidida por Tito Mendonça (irmão de Paulino dos Santos e Tchizé, todos com negócios em conjunto). Dias Loureiro em 2015 passa a maior parte do tempo em Luanda.

### Condecorações[8]
- Grã-Cruz do Mérito com Estrela e Banda da Ordem do Mérito da República Federal da Alemanha Ocidental (9 de Maio de 1989)
- Grã-Cruz da Ordem de Orange-Nassau da Holanda (25 de Março de 1992)
- Grã-Cruz da Ordem de Ouissam Alaoui de Marrocos (20 de Fevereiro de 1995)

## Funções governamentais exercidas
- XI Governo Constitucional
  - Ministro dos Assuntos Parlamentares
- XII Governo Constitucional
  - Ministro da Administração Interna